# Stereozilie

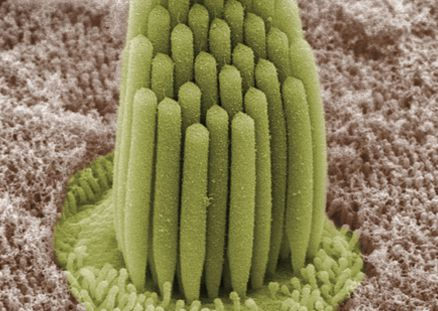
Stereozilien oder Stereovilli aus dem Innenohr eines Frosches

Stereozilien (lateinisch stereocilia) heißen lange Fortsätze auf der Oberfläche epithelialer Zellen. Die Bezeichnung kann irreführen, da diese Fortsätze funktionell keine echten Zilien sind. Deshalb werden Stereozilien heute auch als Stereovilli bezeichnet. Stereozilien bzw. Stereovilli werden – im Gegensatz zu Zilien – nicht aus Mikrotubuli gebildet, sondern aus Aktinfilamenten. Darüber hinaus besitzen sie kein Basalkörperchen.
Stereovilli (Stereozilien) sind die beweglichen Teile der Mechanorezeptoren der Wirbeltiere, also spezieller Sinneszellen, die Haarzellen genannt werden. Sie traten evolutionär zunächst im Seitenlinienorgan auf und reagieren dort auf Strömungen und Druckwellen des Wassers; danach traten sie auch im Gleichgewichtsorgan auf und registrieren eigene Lage- und Bewegungsänderungen und letztlich traten sie im Innenohr auf und reagieren dort auf Schall.
Die Büschel der Stereovilli (Haarbündel) im Innenohr der Landwirbeltiere haben neben ihrer Funktion als Mechanorezeptoren auch die Funktion von Motoren (Motilität). Sie verstärken damit die Schallwellen, von denen sie angeregt werden. Diese Identität von Sensor- und Motorfunktion der Stereozilien dient der Verbesserung der Frequenz-Abstimmung und damit der Frequenzauflösung des Hörorgans.
Ferner kommen sie vor im Nebenhodengang (Ductus epididymidis) und im Samenleiter (Ductus deferens). Hier wird ihnen jedoch keine Funktion in Mechanorezeption, sondern in Aufnahme (Resorption) und Abgabe (Sekretion) von Stoffen zugeschrieben.